# Udacsnij
Udacsnij (oroszul: Удачный) város Oroszország ázsiai részén, Jakutföldön, a Mirniji járásban. Gyémántbányászatáról ismert település.
Népessége: 12 613 fő (a 2010. évi népszámláláskor).

## Elhelyezkedése
Jakutföld nyugati részén, a Viljuj-felföld északkeleti lejtőjén, a Márha (a Léna mellékfolyója) felső folyása közelében helyezkedik el, nem messze az északi sarkkörtől. Távolsága Jakutszktól 930 km, a délebbre fekvő Mirnij járási székhelytől 530 km, utóbbival országút köti össze. A fő közlekedési utaktól távoleső város éghajlata szélsőségesen kontinentális, hosszú és nagyon hideg téllel, kevés csapadékkal, állandóan fagyott talajjal. Cserjékből és alacsony dauriai vörösfenyőből álló ritka erdő veszi körül. 

## Története
A geológusok első csoportja 1954 végén szállt ki a területre. Az Udacsnijnak ('sikeres, szerencsés') elnevezett gyémántlelőhelyet, kimberlit kürtőt a következő évben fedezték fel. Később 15 km-rel távolabb egy másik kürtőt is találtak (Zarnyica). A kiépülő lakott területeket szintén Udacsnij néven, 1968-ban nyilvánították munkás településsé, mely eredetileg négy különálló településrészből tevődött össze. 1987-ben kapott városi rangot.
Az Udacsnij kürtő volt az 1980-as évektől a 2000-es évek elejéig a legnagyobb gyémántlelőhely, de később a külszíni fejtés lehetőségei csökkentek. A város jövője nagyban függ a tervezett földalatti bányászat beindításától.
1974-ben az egyik településrésztől, 2,5 km-re egy 17 kilotonnás nukleáris eszközzel föld alatti robbantást hajtottak végre. Nyolc robbantást terveztek, hogy az ércfeldolgozáshoz használt víznek tárolót alakítsanak ki. A Krisztall fantázia nevű robbantást követő radioaktív szennyezés miatt azonban a tervtől elálltak. 18 évvel később a robbantás helyét egy 20 m vastag réteggel, „szarkofág”-gal temették be. Az ún. Régi Udacsnij településrészt azóta megszüntették.